# Eve Arden
Eve Arden (Mill Valley, Califòrnia, 30 d'abril de 1908 - Los Angeles, 12 de novembre de 1990) fou una actriu nord-americana nominada a l'Oscar per la pel·lícula Mildred Pierce, i que tingué una llarga carrera com a actriu secundària amb caràcter.
El seu nom real era Eunice Quedens. Hi ha moltes versions sobre d'on va prendre el seu nom artístic, la més acceptada assenyala que va triar Arden, per la marca de perfums i Eve, com a abreviatura del títol d'un del film "Evening in Paris".
Eve Arden va desenvolupar una llarga carrera, tant al cinema com a la televisió i la ràdio, obtenint grans èxits. Al cinema, va interpretar papers "secundaris", fent de l'amiga fidel de la protagonista, de dona independent, sarcàstica, etc., el perfecte contrapunt crític a l'acció.
Ja en un dels seus primers papers per al cinema, va donar la imatge que després perfeccionaria: el personatge d'Eve, de Dames de teatre, sempre crític amb el seu gat, que al final li donarà una sorpresa.
El 1939, va treballar amb Groucho Marx en At the Circus, on ambdós estan hilarants en una escena cap avall, adherits al sostre. El 1945, amb Joan Crawford va protagonitzar Mildred Pierce, paper pel qual fou nominada a l'Oscar, però que no va obtenir.
Un dels seus papers més importants, en una pel·lícula poc coneguda, però a reivindicar, va ser a Goodbye, My Fancy el 1951, de nou amb Joan Crawford, amb un clar missatge contra de la "Cacera de Bruixes" de McCarthy, que es desenvolupava en aquells moments.
El 1956, va dur a la pantalla, el seu personatge de la ràdio, Miss Brooks, en la pel·lícula Our Miss Brooks que després, també faria a la televisió.
El 1959, amb James Stewart i un altre gran actor, Arthur O'Connell, va protagonitzar la famosa pel·lícula d'Otto Preminger, Anatomia d'un assassinat.
Per a les joves generacions, tanmateix, és més recordada com la directora de l'institut de Grease (1978), que més tard repetiria a Grease II (1982).
Va morir a Los Angeles, el 12 de novembre de 1990.

## Pel·lícules
- Song of Love (1929)
- Dancing Lady (1933)
- Oh Doctor (1937)
- Dames de teatre (Stage Door) (1937)
- Cocoanut Grove (1938)
- Having Wonderful Time (1938)
- Letter of Introduction (1938)
- Women in the Wind (1939)
- Big Town Czar (1939)
- The Forgotten Woman (1939)
- Eternament teva (Eternally Yours) (1939)
- Una tarda al circ (At the Circus) (1939)
- A Child Is Born (1939)
- Amb les mateixes armes (Slightly Honorable) (1940)
- Camarada X (Comrade X) (1940)
- She Couldn't Say No (1940)
- No, No, Nanette (1940)
- Aquest sentiment incert (That Uncertain Feeling) (1941)
- Ziegfeld Girl (1941)
- She Knew All the Answers (1941)
- San Antonio Rose (1941)
- Whistling in the Dark (1941)
- Manpower (1941)
- The Last of the Duanes (1941)
- Sing for Your Supper (1941)
- Bedtime Story (1941)
- Obliging Young Lady (1942)
- Hit Parade of 1943 (1943)
- Let's Face It (1943)
- Les models (Cover Girl) (1944)
- The Doughgirls (1944)
- Earl Carroll Vanities (1945)
- Patrick the Great (1945)
- Pan-Americana (1945)
- Mildred Pierce (1945)
- My Reputation (1946)
- L'admiració de Brooklyn (The Kid from Brooklyn) (1946)
- Nit i dia (Night and Day) (1946)
- Song of Scheherazade (1947)
- The Arnelo Affair (1947)
- The Unfaithful (1947)
- Screen Snapshots: Off the Air (1947)
- The Voice of the Turtle (1947)
- One Touch of Venus (1948)
- Whiplash (1948)
- My Dream Is Yours (1949)
- The Lady Takes a Sailor (1949)
- Paid in Full (1950)
- Curtain Call at Cactus Creek (1950)
- Tea for Two (1950)
- Three Husbands (1951)
- Goodbye, My Fancy (1951)
- We're Not Married! (1952)
- The Lady Wants Mink (1953)
- Screen Snapshots: Hollywood Life (1954)
- Our Miss Brooks (1956)
- Anatomia d'un assassinat (Anatomy of a Murder) (1959)
- A dalt de l'escala és fosc (The Dark at the Top of the Stairs) (1960)
- Sergeant Dead Head (1965)
- The Strongest Man in the World (1975)
- Grease (1978)
- Under the Rainbow (1981)
- Pandemonium (1982)
- Grease 2 (1982)